# Чочиев, Василий Семёнович
Васи́лий Семёнович Чо́чиев (12 [25] декабря 1917, с. Ортеу ныне Цхинвальского района Южной Осетии — 8 января 1947) — Герой Советского Союза (1 ноября 1943), майор (1944), военный лётчик.

## Биография
Родился 12 (25) декабря 1917 года в селе Ортеу ныне Цхинвальского района Южной Осетии. Осетин. В 1920—1930 годах жил в городе Тбилиси (Грузия), с 1930 года — в городе Цхинвал (Южная Осетия). В 1933 году окончил 8 классов школы. В 1933—1935 годах работал наборщиком в Тбилисской типографии. В 1935 году окончил Тбилисский аэроклуб.
В 1938 году окончил Батайскую лётную школу ГВФ. Работал лётчиком-инструктором в аэроклубе города Сталинири (ныне — город Цхинвал).
В армии с марта 1941 года. Служил в строевых частях ВВС (в Одесском военном округе). В июне 1941 года окончил курсы командиров звеньев. В июне — июле 1941 — лётчик-испытатель военной приёмки авиазавода № 135 (г. Харьков); испытывал серийные бомбардировщики Су-2.
Участник Великой Отечественной войны: в августе — октябре 1941 — командир звена 289-го ближнебомбардировочного авиационного полка (Юго-Западный фронт). Участвовал в оборонительных боях на Украине. 25 октября 1941 года при выполнении боевого задания был тяжело ранен в левую ногу и до декабря 1941 года находился в госпитале. Затем прошёл переподготовку в 3-м запасном авиационном полку (г. Астрахань).
В июле 1942 — мае 1944 — командир звена, командир авиаэскадрильи 807-го штурмового авиационного полка. Воевал на Калининском, Западном, Сталинградском, Южном и 4-м Украинском фронтах. Участвовал в Ржевско-Сычёвской операции, Сталинградской битве, Ростовской наступательной и Донбасской операциях, освобождении южной части Левобережной Украины и Крыма. К октябрю 1943 года совершил 100 боевых вылетов на бомбардировку и штурмовку живой силы и техники врага.
За мужество и героизм, проявленные в боях, Указом Президиума Верховного Совета СССР от 1 ноября 1943 года старшему лейтенанту Чочиеву Василию Семёновичу присвоено звание Героя Советского Союза с вручением ордена Ленина и медали «Золотая Звезда».
В августе 1944 — мае 1945 — командир авиаэскадрильи 232-го штурмового авиационного полка. Воевал на 3-м, 1-м и 2-м Прибалтийских фронтах. Участвовал в освобождении Прибалтики и блокаде курляндской группировки противника. Всего за время войны совершил 148 боевых вылетов (18 — на бомбардировщике Су-2 и 130 — на штурмовике Ил-2).
В декабре 1945 года окончил курсы усовершенствования командного состава при Грозненском военном авиационном училище. Продолжал службу в строевых частях ВВС (в Прикарпатском военном округе). Майор В. С. Чочиев погиб 8 января 1947 года при выполнении полёта на штурмовике Ил-10. Был похоронен в городе Дубно (Ровенская область, Украина), позднее перезахоронен на Згудерском кладбище в городе Цхинвал (Южная Осетия).

## Награды
- Герой Советского Союза (1.11.1943);
- орден Ленина (1.11.1943);
- два ордена Красного Знамени (12.12.1942, 27.08.1943)
- орден Александра Невского (26.11.1944);
- орден Отечественной войны 1-й степени (13.06.1945);
- медали.

## Память
- Бюст В. С. Чочиева был установлен в селе Уанат (Цхинвальский район Южной Осетии), но был разрушен грузинскими неформалами во время грузино-югоосетинского конфликта.
- В городе Цхинвал бюст Чочиева установлен в аллее героев. Его имя носят улица и школа, в которой он учился.